# Fimbristylis sleumeri
Fimbristylis sleumeri är en halvgräsart som beskrevs av Johannes Hendrikus Kern. Fimbristylis sleumeri ingår i släktet Fimbristylis och familjen halvgräs. Inga underarter finns listade i Catalogue of Life.